# 澄懐堂美術館
澄懐堂美術館（ちょうかいどうびじゅつかん）は、三重県四日市市にある中国書画専門の美術館。

## 概要
日本の政治家で実業家であった山本悌二郎が明治から昭和まで蒐集した中国宋・元・明・清時代の書画を中心に展示・保存する美術館である。
これら悌二郎のコレクションは、側近で実業家であった猪熊信行が引き継ぎ、第二次世界大戦の東京大空襲の際に猪熊の実家があった三重県四日市市に移された。その後1963年（昭和38年）に澄懐堂文庫が建設され、1986年（昭和61年）には財団法人澄懐堂を設立、猪熊が初代理事長についた。そして、このコレクションを一般に公開し後世に伝承するため、1994年（平成6年）4月3日に当館を開館した。
館内には、中国の書画のほか日本の儒者の遺墨や坂東貫山旧蔵の古硯などを収蔵しており、春季と秋季に特別展を開催している。
なお、澄懐堂とは六朝の山水画家宗炳の「あぁ、老いと病俱に至る。名山恐らく遍くは遊び難し、唯だまさに懐（おもい）を澄ませて道を観て、臥してもってこれに遊ぶべし。」という言葉に由来し、悌二郎がこれを堂号としたものである。
2017年（平成29年）7月1日に四日市市水沢町2011番地の澄懐堂文庫に移転。

## 交通アクセス
- 近鉄名古屋線・湯の山線「近鉄四日市駅」より三重交通バスで約40分[3]。
- 東名阪自動車道「四日市IC」より約20分[3]。